# Heavy Metal (film)
Heavy Metal è un film del 1981, diretto da Gerald Potterton. Il film è stato realizzato in Canada e prodotto da Ivan Reitman.
Il film prende il nome da un'omonima rivista statunitense a fumetti molto apprezzata negli anni settanta, i cui disegni sono aggressivi e realistici, e dove il mescolarsi del pulp al fantasy creò un genere che ispirò, negli anni successivi, molte copertine di dischi del panorama hard rock, heavy metal, epic metal.
Il film è composto da vari episodi i cui autori sono diversi per ognuno. Ne venne realizzato un sequel nel 2000 dal titolo Heavy Metal 2000.

## Trama
Il film si articola in vari episodi, ambientati in svariate epoche storiche, aventi come filo conduttore il Loc-Nar, un misterioso oggetto sferico dalla luce verde, quinta essenza di tutti i mali e portatore di morte.

### Episodio #01: "Soft Landing"
Uno Space Shuttle in orbita intorno alla Terra rilascia un astronauta alla guida di una singolare auto Corvette, con la quale rientra nell'atmosfera ed atterra su una strada tra una vasta distesa di campi. Nel frattempo scorrono i titoli di testa.

### Episodio #02: "Grimaldi"
L'astronauta di nome Grimaldi, parcheggia davanti ad una casa ed è ad accoglierlo sua figlia festante. Convinto di portarle un regalo dentro una valigetta, si trova una sfera di luce verde delle dimensioni di una palla da basket che emana un influsso che lo uccide e lo polverizza. La sfera si svela alla bambina come il Loc-Nar, la quintessenza del male, per costringerla ad ascoltare le sue malefatte, perpetrate in ogni luogo e ogni tempo.

### Episodio #03: "Harry Canyon"
In una distopica New York del 2031 Harry Canyon dispone di un vecchio taxi anni sessanta, provvisto di vari dispositivi per proteggersi da aggressioni e rapine. Durante un suo turno, assiste a una sparatoria di fronte al Metropolitan Museum of Art mettendo in salvo una ragazza figlia di un archeologo che resta ucciso. Non potendo contare sulla polizia corrotta, Canyon la accoglie in casa apprendendo da lei come l'uomo avrebbe rinvenuto in un deserto il Loc-Nar, divenendo bersaglio di gang criminali che vogliono impossessarsene per i suoi poteri. Dopo una nottata romantica, Harry si risveglia solo ricevendo la visita indesiderata della polizia, poi dei gangster interessati alla ragazza.
Questi ultimi optano per uno scambio dietro compenso che puntualmente avviene davanti al ponte di Brooklyn, ma uno di essi viene polverizzato dal Loc-Nar mentre la ragazza, per avidità, tenta di rapinare Canyon, il quale si difende uccidendola, con un dispositivo anti-rapina nascosto nella vettura.

### Episodio #04: "Den"
Dan è il tipico diciottenne studioso nerd che rinviene un meteorite verde, ovvero il Loc-Nar. Durante un esperimento con i fulmini, l'elettricità attiva la sfera che lo trasporta in un altro mondo abitato da umani ed umanoidi. Dan, ora chiamandosi Den, si ritrova in un nuovo corpo, avvenente e possente. Nelle vicinanze si sta celebrando un rito sacrificale in onore della divinità Uhluhtc (ovvero Cthulhu al contrario), la cui vittima è una ragazza. Den la salva e fuggono insieme. La giovane, di nome Katherine, anch'ella terrestre di Gibilterra, finita misteriosamente in questo nuovo mondo, gli si concede per ringraziarlo, ma vengono catturati dai soldati di Ard, un esile ma immortale sovrano in cerca del Loc-Nar. Den si trova costretto a rubare la sfera alla regina officiante del sacrificio prima interrotto, in cambio della vita della ragazza tenuta prigioniera in animazione sospesa. In un tentativo di irruzione nel palazzo della sovrana viene scoperto, ma viene da lei risparmiato in cambio di favori sessuali. I suoi compagni, intanto, riescono a rubare la sfera e la regina, tradita, tenta di uccidere Den ma questo fugge per raggiungere Ard. L'avversario, impossessatosi del Loc-Nar tenta di sacrificare a sua volta Katherine, che viene salvata nuovamente da Den. Presto sopraggiunge la regina che si scontra con il rivale. Den attira un fulmine con un forcone ed i due contendenti scompaiono, probabilmente trasportati in un altro luogo. Den, rinunciando al potere e ad ogni tentativo di tornare a casa, si sbarazza del Loc-Nar e parte via con Katherine. La sfera si riavvia in cerca di nuove vittime.

### Episodio #05: "Captain Sternn"
Su una colonia spaziale si tiene un processo contro il capitano Sternn, imputato di numerosi gravi crimini e per i quali pende la sentenza capitale. Contro il parere dell'avvocato, Sternn si dichiara non colpevole e chiama a testimoniare un tale Hanover Fist.
Il testimone elogia l'imputato mentre giocherella con una biglia verde, il Loc Nar che ha assunto piccole dimensioni. Durante la deposizione però egli comincia a soffrire di sdoppiamento della personalità per trasformarsi in un energumeno rabbioso dalla forza sovrumana, devastando l'aula ed inseguendo Sternn fino a porlo con le spalle al muro. Si scopre che i due si erano accordati per creare lo scompiglio per la fuga.

Sternn, una volta libero, fa scaraventare Hanover fuori nello spazio. Il Loc-Nar parte nuovamente verso altre destinazioni.

### Episodio #06: "B17"
Durante la Seconda Guerra Mondiale, un bombardiere americano B-17, in volo in una missione sul Pacifico, viene seriamente colpito dalla contraerea. Il copilota esce dalla cabina di comando constatando che il resto dell'equipaggio è rimasto ucciso. Ben presto egli nota la luce verde del Loc-Nar seguire il velivolo per poi insediarsi dentro ed avvolgere col suo flusso malefico i cadaveri. Essi resuscitano in forma di ferocissimi zombi che non esitano ad ucciderlo. Il comandante insospettito innesta l'autopilota per cercare il compagno e ritrovarsi assediato dai resuscitati. A nulla vale la fuga con il paracadute. Atterrato su un'isola disabitata, egli trova innumerevoli carcasse di aerei da dove si levano numerosi altri zombie che lo circondano.

### Episodio #07: "So Beautiful & So Dangerous"
Un singolare scienziato di nome Dr. Anrack giunge presso il Pentagono per partecipare ad un summit per discutere delle misteriose mutazioni che colpiscono gli Stati Uniti, quando nota la stenografa Gloria che reca un ciondolo con il Loc-Nar. Anrack come impazzito la assale quando nel frattempo sopraggiunge una gigantesca astronave, dalle dimensioni pari alla costruzione, per prelevare bruscamente i due. Il comandante è un minuscolo robot dalla voce stridula, affiancato da due goffi alieni ed Anrack si rivela essere un loro robot-spia oramai danneggiato. L'astronave riparte e l'automa seduce la ragazza mentre i due secondi fanno uso massivo di droga. Il viaggio si conclude con un brusco atterraggio in una mastodontica stazione spaziale, tale da far sembrare insignificante l'astronave. Gloria accetta la proposta matrimoniale del robot purché siano di rito ebraico.
La scena si sposta temporaneamente nella casa della bambina con il Loc-Nar ormai alla termine della narrazione, per rivelare come ella possegga dei poteri di cui non è ancora a conoscenza e che l'abbia raggiunta perché possa prevenire una futura sconfitta da parte di lei.

### Episodio #08: "Taarna"
Il Loc-Nar, adesso delle dimensioni di una meteora gigante, si schianta su un vulcano che esplodendo erutta lava verde, e trasforma una tribù di pacifici nomadi umani in mostri barbarici mutanti e sanguinari, i quali a loro volta sferrano un attacco ad una città compiendo massacri. Gli anziani prima di soccombere evocano Taarna, ultima superstite di una misteriosa razza guerriera di Taarak, paladina della loro civiltà, dotata di misteriosi poteri, in grado di sconfiggere le forze del male. Taarna, donna guerriera silente, fiera e bellissima vi giunge in sella ad un gigantesco uccello compiendo la propria vendetta fino ad uno scontro all'ultimo sangue con il capo dei mutanti. Ferita seriamente seppur vittoriosa, Taarna si scaglia con il volatile dentro il vulcano, sacrificandosi per distruggere il Loc-Nar ed il suo immenso potere malefico.

### Episodio #09: "Epilogo"
La scena si sposta di nuovo in casa di Grimaldi, dove il Loc-Nar pare risentire del sacrificio, compiuto da Taarna in una dimensione parallela, ed esplode insieme alla casa. La ragazza postasi in salvo trova il fedele compagno volante di Taarna e si trasforma a sua volta in essa. Una voce fuori campo rivela che la ragazza è la nuova ultima esponente della razza di Taarak e starà a difesa dell'universo per almeno la prossima generazione.

## Produzione
Il film utilizza spesso la tecnica di animazione del rotoscopio ovvero nel riprendere dal vero modelli e attori, quindi ricalcare disegnando a mano ciascun fotogramma di ripresa. Per il bombardiere B-17 si è impiegata una replica in scala di tre metri. Per i movimenti di Taarna la Taarakiana si è ripresa la modella canadese Carole Desbiens. A causa di problemi di tempistica, per l'esplosione finale della casa si è dovuti ricorrere a una ripresa della detonazione di un plastico dell'abitazione, poi virata con un filtro colorato scuro, risultando l'unica scena non animata del film.
Durante la realizzazione fu proposta una collaborazione dello studio canadese Nelvana Limited ma questi declinò per dedicarsi al suo primo film animato, Rock & Rule.
L'illustratore fantasy Chris Achilléos ha progettato e realizzato l'immagine iconica del poster promozionale, commissionata nel 1980, che raffigura la protagonista Taarna sul suo destriero alato, illustrazione tuttora utilizzata per le versioni home video. Achelleos ha anche svolto un lavoro di progettazione concettuale per il personaggio di Taarna.
L'animatore Robert Balser ha diretto l'episodio #02 "Den".
Inizialmente, l'ep. #08: "Taarna" avrebbe dovuto essere dedicato all' Arzak di Moebius, ma non riuscendo ad acquistarne i diritti, la produzione dovette inventarsi un episodio originale (l'unico a non essere tratto da un racconto a fumetti della rivista Heavy Metal).
L'episodio horror B-17 prende spunto da un fumetto anni '70 di Dan O'Bannon, ideatore del soggetto per il film Alien, e che ha per protagonisti dei Gremlins, dei spiritelli malvagi. Le scene più cruente sono accompagnate da un motivo per archi, citazione del film di Hitchcock Psyco. Nel film fantasy di Joe Dante Gremlins si cita una leggenda del periodo bellico su bombardieri infestati dagli omonimi mostriciattoli.
Per delle scene di nudità, violenza ed horror la pellicola fu distribuita con il divieto ai minori di anni 14. Negli Stati Uniti è stata classificata come "R Rated".

## Colonna sonora
Scritta e diretta per orchestra da Elmer Bernstein, include le seguenti canzoni:
1. Heavy Metal - Sammy Hagar (3'50")
2. Heartbeat - Jerry Riggs (4'20")
3. Working in the Coal Mine - Devo (2'48")
4. Veteran of the Psychic Wars - Blue Öyster Cult (4'48")
5. Reach Out - Cheap Trick (3'35")
6. Heavy Metal (Takin' a Ride) - Don Felder (5'00")
7. True Companion - Donald Fagen (5'02")
8. Crazy (A Suitable Case for Treatment) - Nazareth (3'24")
9. Radar Rider - Jerry Riggs (2'40")
10. Open Arms - Journey (3'20")
11. Queen Bee - Grand Funk Railroad (3'11")
12. I Must Be Dreamin' - Cheap Trick (5'37")
13. The Mob Rules - Black Sabbath (2'43")
14. All of You - Don Felder (4'18")
15. Prefabricated - Trust (2'59")
16. Blue Lamp - Stevie Nicks (3'48")

- Through Being Cool (3'18") dei Devo e E5150 (3'01") dei Black Sabbath non sono comprese nel CD ufficiale della colonna sonora del film.

## Distribuzione

### Edizione home video
Per complessi motivi di diritti sulla colonna sonora contenuta nel film, questi è rimasto inedito per l'home video fino al 1996.
Prima del rilascio ufficiale su VHS e Laser Disc di quell'anno, il film era stato ridistribuito in USA in 54 sale l'8 marzo 1996 per un incasso di 550000 $.  Il successivo rilascio in home video ha superato il milione di unità, dando così il via alla produzione del sequel Heavy Metal 2000.
Il film è uscito su Blu-ray Disc il 1º febbraio 2011 come esclusiva Best Buy ed è stato successivamente distribuito in tutto il mondo il 14 giugno.

### Edizione italiana
Il film fu bistrattato dalla distribuzione italiana. Uscito nell'inverno del 1982 fu ritirato dopo due sole settimane di proiezione per ritornare poco tempo dopo "a grande richiesta" in una sala cinematografica della città di Roma, al 'Cinema Mexico' di Milano, ed infine in quelle dedicate al cinema d'essai. A causa di problemi di diritti sulle colonne audio, l'edizione video in VHS apparve più di dieci anni dopo.
Il film fu trasmesso in prima TV da Rai 2 (con il primo doppiaggio italiano cinematografico) il 28 dicembre 1991.
Vi sono tre edizioni italiane: la prima con audio stereo per le sale cinematografiche, per la distribuzione home video e la trasmissione televisiva, negli anni novanta; la seconda con audio mono per il formato DVD e la terza in Blu-Ray con audio italiano (DTS-HD High Res Audio).

#### Doppiaggio
Esistono due versioni di doppiaggio in Italiano: 
- Versione #1 del 1982: doppiato all'uscita del film (in Italia) e divenuta difficilmente reperibile[1]
- Versione #2 del 1996: ridoppiato per l'edizione home video[6]

## Influenza culturale
Il cartone animato comico South Park si è ispirato a questo film per l'episodio Viaggio a TetteLandia.